# Fritz Landertinger
Fritz Landertinger (?, 26 de fevereiro de 1914 — 18 de janeiro de 1943, Shlisselburg, Oblast de Leningrado) foi um canoísta austríaco especialista em provas de velocidade.

## Carreira
Foi vencedor da medalha prata em K-1 10000 m em Berlim 1936.